# Tjernysjevskoje
Tjernysjevskoje (russisk: Черныше́вское; tr. Tjernysjévskoje), indtil 1938 kendt som Eydtkuhnen (tysk: Eydtkuhnen; polsk: Ejtkuny; litauisk: Eitkūnai) og fra 1938 til 1946 som Eydtkau, er en landsby i Rusland. Byen ligger i Kaliningrad oblast, der er en russisk eksklave ved Østersøen mellem Polen og Litauen.
Tjernysjevskoje ligger i den østligste del af Kaliningrad oblast ved grænsen til Litauen. Den blev nævnt første gang i 1525 . I 1860 blev Eydtkuhnen den østlige endestation og grænsestation for Den Preussiske Østbane, der forbandt Berlin med Sankt Petersborg.